# Посметьєв Олег Євгенович
Олег Євгенійович Посмєтьєв (19 червня 1966, Київ, Українська РСР, СРСР — 2 вересня 2018, Київ, Україна) — український хокеїст, захисник. Чемпіон Європи серед юнаків. Бронзовий призер молодіжного чемпіонату світу.

## Спортивна кар'єра
Вихованець київської СДЮШОР «Сокіл» (тренер — Анатолій Дулін). З сезону 1981/1982 виступав за юніорську збірну Радянського Союзу.. 1984 року став чемпіоном Європи, на турнірі зіграв 5 матчів і відзначився результативною передачею. Капітан молодіжної збірної СРСР — бронзового призера світової першості 1985 року. На цьому турнірі директорат Міжнародної федерації хокею визначав по два найсильніших гравця у кожній команді. В радянській збірній ними стали захисник Посметьєв і нападник з ЦСКА Ігор Вязмикін. На обох турнірах також грали кияни Михайло Татаринов і Володимир Єловиков. У складі студентської збірної здобув «срібло» на Універсіаді-1987, котра проходила в Чехословаччині.
У сезоні 1983/84 дебютував за «Сокіл». Зіграв три матчі у вищій лізі СРСР, але здебільшого виступав за друголіговий «Машинобудівник». Під час військової служби зіграв три гри за московський ЦСКА. У тому сезоні «армійці» стали чемпіонами країни.. У 1985 році повернувся до Києва, але через низку травм за «Сокіл» майже не виступав. Більша частина його клубної кар'єри пройшла в ШВСМ (колишній «Машинобудівник»). Всього в вищій лізі СРСР зіграв 18 матчів (15 — за «Сокіл» і 3 — за ЦСКА). У сезоні 1993/1994 виступав за клуби з Великої Британії «Траффорд Метрос» і «Солігалл Беронс». Завершив виступи на льодових аренах у складі київського «Політехніка»
Після закінчкння ігрової кар'єри очолював Федерацію хокею Києва, входив до тренерського штабу студентської збірної України на Універсіаді-2005. Працював генеральним менеджером ХК «Політехнік» — базової команди студентської збірної країни. Також займався розвитком бейсбола в Україні.
Помер 2 вересня 2018 року після тривалої хвороби..
Тренер Анатолій Дулін 1984 року характеризував Олега Посметьєва наступним чином: 
|  | Олег з робітничої родини. Батьки змалку прищепили йому любов до праці. До хокейної школи одинадцятирічний хлопчик прийшов сам. Серед новачків виділявся високим зростом. Але був, мабуть, найкострубатішим, кататися майже не вмів. Протягом року працювитий хлопчина значно додав у хокейному навчанні, не пропустив жодного тренування. Але катання залишалося для нього важким предметом. Поступово наполеглевість і велике бажання досягти мети зробили своє. 1982 р. на турнірі зимової Спартакіади народів СРСР Посметьєва назвали найкращим захисником. І це при тому, що збірна нашої республіки посіла лише сьоме місце. Тоді його й «узяли на олівець» тренери юнацької збірної країни. Нинішній рік для Олега був щасливим. У декого від отакого успіху могла запаморочитися голова, але тільки не внього — хлопця скромного. В Олега є достатньо якостей, котрі необхідні для гри на найвищому рівні: розум, відмінне бачення майданчика, чудовий перший пас. Щодо останньої якості, то вона рідкісна навіть для захисників дорослої збірної СРСР |

.

## Досягнення
- Чемпіон Європи серез юніорів (1): 1984
- Бронзовий призер чемпіонату світу (1): 1985
- Віцечемпіон зимової Універсіади (1): 1987

## Статистика
Клубні виступи:
| Сезон               | Клуб                | Ліга                | І  | Г | П  | О  | ШХ |
| ------------------- | ------------------- | ------------------- | -- | - | -- | -- | -- |
| 1983-84             | «Сокіл» (Київ)      | Д-1                 | 5  | 0 | 0  | 0  | 2  |
| 1983-84             | «Машинобудівник»    | Д-3                 | -  | 2 | -  | -  | -  |
| 1984-85             | ЦСКА (Москва)       | Д-1                 | 3  | 0 | 0  | 0  | 0  |
| 1985-86             | ШВСМ (Київ)         | Д-3                 | -  | 9 | -  | -  | -  |
| 1986-87             | «Сокіл» (Київ)      | Д-1                 | 10 | 0 | 0  | 0  | 10 |
| 1986-87             | «Сокіл» (Київ)      | Д-1/2               | 2  | 0 | 0  | 0  | 4  |
| 1986-87             | ШВСМ (Київ)         | Д-2                 | 16 | 2 | 0  | 2  | 10 |
| 1987-88             | ШВСМ (Київ)         | Д-2                 | 64 | 1 | 2  | 3  | 68 |
| 1988-89             | ШВСМ (Київ)         | Д-2                 | 43 | 0 | 2  | 2  | 24 |
| Всього у вищій лізі | Всього у вищій лізі | Всього у вищій лізі | 18 | 0 | 0  | 0  | 12 |
| 1993-94             | «Траффорд Метрос»   | Д-2                 | 9  | 2 | 7  | 9  | 39 |
|                     | «Солігалл Беронс»   | Д-2                 | 27 | 8 | 15 | 23 | 75 |
| 2001-02             | «Політехнік» (Київ) | Д-1                 | 8  | 2 | 0  | 2  | 6  |

У юніорській і молодіжній збірних:
| Рік  | Команда          | Турнір | Місце | І | Г | П | О | ШХ |
| ---- | ---------------- | ------ | ----- | - | - | - | - | -- |
| 1984 | СРСР (юніорська) | ЮЧЄ    |       | 5 | 1 | 0 | 1 | 2  |
| 1985 | СРСР (молодіжна) | МЧС    |       | 7 | 2 | 1 | 3 | 2  |